# مسعفو الشوارع

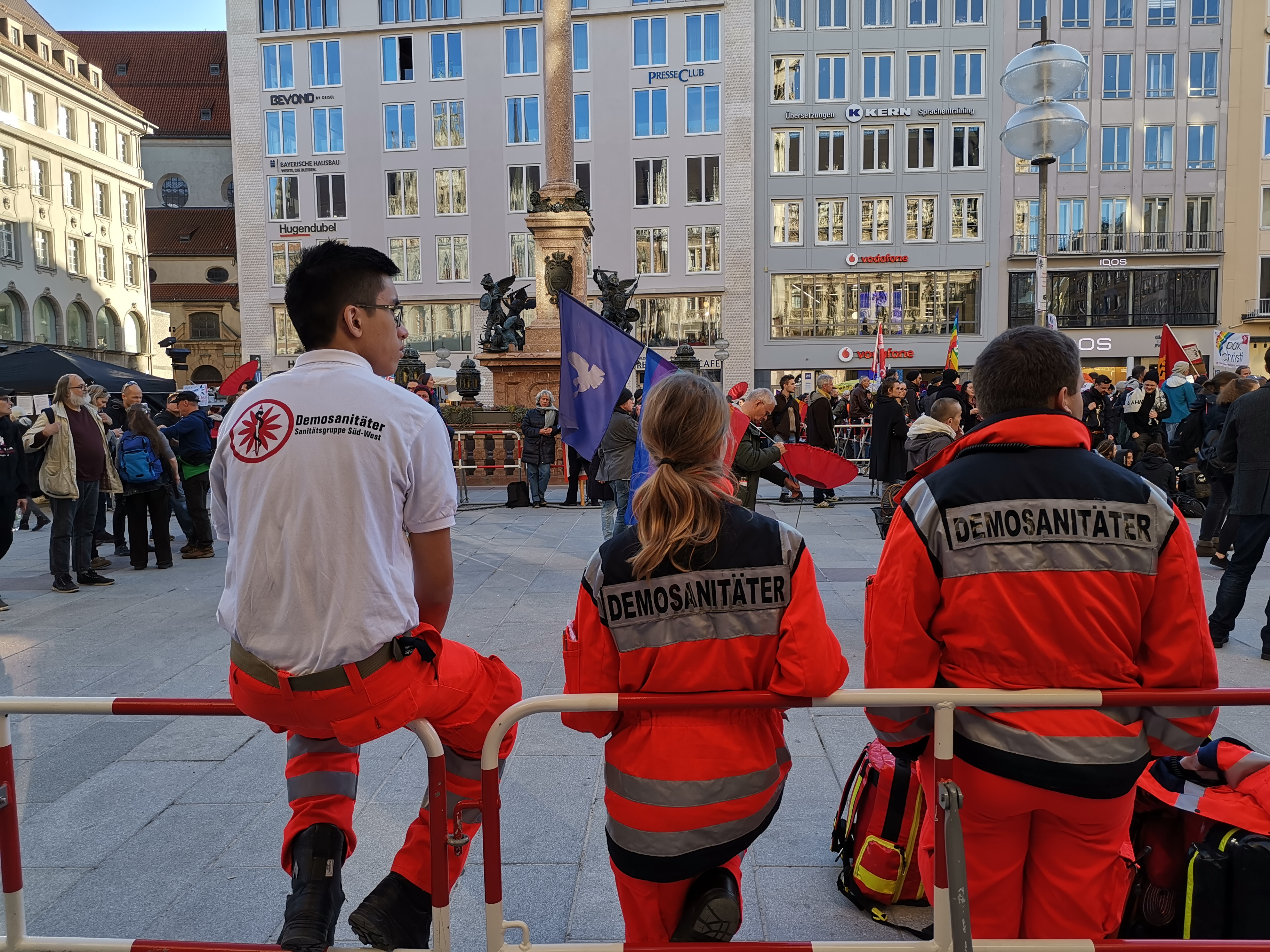

أطباء الشوارع أو أطباء الحركة هم أشخاص متطوعون بدرجات متفاوتة من التدريب الطبي الذين يحضرون الاحتجاجات والمظاهرات لتقديم الرعاية الطبية مثل الإسعافات الأولية. على عكس فنيي الطوارئ الطبية العادي(EMTs) أو المسعفين الذين تقدموا من خلال المؤسسات المناسبة ليصبحوا معترف بهم وطنيا ومهنيا، عادة ما يعمل أطباء الشوارع بطريقة أقل رسمية.
أطباء الشوارع قد يعالج إصابات الضربات، الردع الكيميائي وطلقات السلاح للسيطرة على الحشود، هجمات الحيوان، بالإضافة إلى الرعاية العامة لأشياء مثل إنهاك حراري إلى حد الإرهاق، نوبات الصرع، والمصلحة العامة.

## تاريخ
أطباء الشوارع نشؤوا في الولايات المتحدة خلال حركة الحقوق المدنية والحركة المناهضة للحرب في الستينيات. لقد لجؤوا إلى الطب كدفاع عن النفس وقدمت الدعم الطبي للحركة الهندية الأمريكية (AIM)، قدامى المحاربين في فيتنام ضد الحرب (VVAW) ، حزب اللوردات الشباب، حزب الفهود السود، وغيرها من التشكيلات الثورية في الستينيات والسبعينيات. كما شارك أطباء الشوارع في العيادات المجانية التي تم تطويرها من قبل المجموعات التي يدعمونها. أطباء الشوارع أزالوا بروتوكول رشاش الفلفل (MOfibA - زيوت معدنية يتبعها مباشرة الكحول) الذي اعتمده في وقت لاحق الجيش الاميريكي. لأن بروتوكول MOfibA يمكن أن يسبب ضررًا بالغًا للمريض إذا تم تنفيذه بشكل غير صحيح، تم استبداله ببروتوكول LAW إلى حد كبير(السائل المضاد للحموضة والمياه).